# Hospitality Club
Hospitality Club és un servei de xarxes socials accessible a través d'un lloc web que serveix per llogar habitatges fomentant l'hospitalitat. La plataforma està fomentada en l'economia del regal, ja que els hostes no poden cobrar per allotjament. Hospitality Club va ser fundat el juliol del 2000 per Veit Kühne, de 22 anys, amb l'ajuda d'amics i familiars. Kühne s'havia inspirat en les seves experiències en les estades a Mensa International i les seves xarxes socials estudiantils. El gener de 2005 Kühne va reclamar per correu electrònic el seu control sobre les decisions sobre el lloc web. El 2006, Kühne va passar a treballar a temps complet a Hospitality Club. El 2007, el volum de cerca de Google de la web va començar a disminuir i va ser superat pel volum de cerca del competidor couchsurfing.org.

## Història
La idea de l'intercanvi d'hospitalitat ha estat una idea present des de fa temps. Després de la Segona Guerra Mundial, Bob Luitweiler va fundar Serves com una organització dedicada a la pau. Ell esperava fomentar l'enteniment intercultural i construir la pau per mitjà d'un canal mundial de portes obertes. En les següents dècades, altres persones van fundar organitzacions similars, i molts altres grups especialitzats van desenvolupar canals d'intercanvis d'hospitalitat per a motociclistes, per a dones, per a autostopistes, per a parlants de Esperanto. Veit Kühne va fundar un canal per a membres de la més llarga organització d'intercanvi estudiantil AFS el 1997, basat en el model de coordinadors de països voluntaris que havia estat utilitzat pel canal d'hospitalitat de la Mensa SIGHT. Tots aquells canals van batallar amb els mateixos problemes:
- a impressió de les llistes d'hostes
- la recol·lecció de quotes de membres
- i la difusió de la pròpia idea[6]